# 이호성 (대한제국)
이호성(李鎬性, 1842년 - ?)은 조선 말기와 대한제국의 문신, 정치인이다. 1864년 진사시에 합격한 후 음서제로 출사하여 태자시강원첨사에 이르렀다. 본관은 우봉이며, 자는 사명(士明)이다. 독립운동가 서재필, 갑신정변에 참여한 서재창과는 사돈간으로 그의 손녀딸이 서재필, 서재창의 형 서재춘의 손자며느리였다.

## 생애
1842년 충청북도 충주부에서 가의대부(嘉義大夫) 행승정원도승지(行承政院都承旨)와 정헌대부(正憲大夫) 행용양위대호군(行龍驤衛大護軍)을 지낸 이우(李㘾)의 아들로 태어났으며, 형 이호선(李鎬善)은 통훈대부(通訓大夫) 전행밀양부사(前行密陽府使)를 지낸 이도(李壔)의 양자가 되었으므로, 그가 사실상 장남이 되었다.
1864년(고종 1년) 증광과 진사시에 합격하여 진사가 되고, 음서제로 관직에 올라 군수에 이르렀다. 1872년 12월 동몽교관, 1873년 8월 사용, 1875년 7월 예빈시주부와 호조좌랑 등을 역임했다. 그해 12월 세자익위사사어, 1878년 6월 의빈부도사 등을 역임하였다. 1879년 1월 토산군수(兎山郡守)로 부임하였고, 1880년 8월 양근군수(楊根郡守)로 발령되었다. 그해 8월 상을 당하여 사퇴한 뒤 3년후 다시 양근군수로 복직되었다.
군수 재직 중 1888년(고종 25년) 별시 문과에 병과로 급제하여 그 해의 관록(館錄)과 도당록(都堂錄)에 들었으며, 1889년에는 직각권에 들고 시강원문학, 시강원 사서 등을 역임하였다. 1890년(고종 27년) 1월 15일 시강원사서에서 다시 시강원문학이 되었으며, 그해 시강원필선이 되었고, 성균관대사성, 승정원승지(承政院承旨) 등을 역임하였다. 1893년 이조참의를 지냈으며, 1900년(광무 3년)에는 가선대부로 봉상사제조(奉常司提調)를 거쳐 태자시강원첨사(侍講院詹事), 1901년 2월 부첨사(副詹事), 9월 21일 궁내부특진관을 역임하였다.

## 가족 관계
- 5대조 : 이재(李縡, 1680~1746) - 1702년·1707년 문과. 호는 도암(陶菴). 대제학. 시호는 문정(文正).
- 5대조모 : 남양홍씨(南陽洪氏[唐]) - 상의원첨정(尙衣院僉正) 홍우현(洪禹賢, 1654~?)의 딸. 1682년 진사.
  - 고조부 : 이제원(李濟遠, 1709~1752) - 1736년 문과, 대사간.
  - 고조모 : 풍산홍씨(豐山洪氏) - 동지돈녕부사(同知敦寧府事) 홍중복(洪重福, 1670~?)의 딸. 1699년 진사. 영안위(永安尉) 홍주원(洪柱元, 1606~1672)의 손자.
    - 증조부 : 이채(李采, 1745~1820) - 1774년 진사, 호조참판(戶曹參判), 시호는 문경(文敬).
    - 증조모 : 양주조씨(楊州趙氏) - 이조참판 조영순(趙榮順, 1725~1775)의 딸. 1751년 문과 급제.
      - 조부 : 이광문(李光文, 1778~1838) - 1801년 진사, 1807년 문과. 이조판서. 시호는 문간(文簡).
      - 조모 : 창원황씨(昌原黃氏) - 연천현감(漣川縣監) 황재정(黃載鼎)의 딸.
        - 부 : 이우(李㘾, 1807~?) - 1834년 생원, 1835년 문과. 판돈녕부사(判敦寧府事). 시호는 문정(文貞).
        - 모 : 여흥민씨(驪興閔氏, 1807~1886) - 감찰(監察) 민치은(閔致殷, 1776~?)의 딸.
          - 부인 : ?
            - 아들(양자) : 이풍용(李豊用) - 참봉
            - 며느리 : 청주한씨(淸州韓氏) - 의금부도사(義禁府都事) 한관수(韓觀洙)의 딸
              - 손녀딸 : 우봉이씨(牛峰李氏, 1903~?) - 서재필(徐載弼, 1864~1951)의 친형 서재춘(徐載春, 1859~1888)의 손자 서태원의 부인이 됨.

        - 형 : 이호선(李鎬善, 1836~?) - 1858년 진사. 군수(郡守). 백부 이도(李壔, 1801~?)의 대를 이음.
          - 조카 : 이관용(李觀用, 1857~?) - 1874년 진사.
            - 종손(從孫) : 이천구(李天九)
            - 종손(從孫) : 이종구(李鍾九)
            - 종손녀 : 우봉이씨
            - 종손녀사위 : 심이섭(沈理燮, 1876~?) - 본관은 청송(靑松). 1893년 문과, 대교(待敎).

          - 서조카 : 이익용(李益用)
          - 서조카 : 이복용(李復用, 1872~?) - 1894년 진사.

## 같이 보기
| - 김재순 - 서재필 - 서재창 - 윤치호 - 김옥균 - 김호규 - 김온순 - 김성근 | - 유길준 - 이호준 - 이우 - 흥선대원군 |